# Burg Taga
Die Burg Taga (jap. 多賀城, Taga-jō, historisch: 多賀柵, Taga no ki) befindet sich in der nach ihr benannten Stadt Tagajō (Präfektur Miyagi), Japan. Sie war zur Verteidigung gegenüber den Ebisu bzw. Ezo im Jahr 724 angelegt worden und wurde bis ins 14. Jahrhundert genutzt.

## Geschichte
Die Burg Taga wurde im Jahr 724 von Ono no Azumabito (小野 東人; † 742) als Festung gegen die Ebisu erbaut. Sie war Sitz der Militärverwaltung (鎮守府, chinjufu) der Provinz Mutsu. 762 wurde die Anlage von Fujiwara no Asakari (藤原 朝狩) instand gesetzt. Die Burg wurde durch das Jōgan-Erdbeben 869 zerstört, aber wieder aufgebaut. Dennoch schwand ihre Bedeutung, so dass die Verwaltung in die 802 errichtete Burg Isawa (胆沢城) verlegt wurde, die zudem besser verteidigt werden konnte.
Isawa Iekage wurde 1190 von Minamoto Yoritomo in Taga mit dem Titel Rusu-shoku (留守職) eingesetzt. Während der Bürgerkriege im 14. Jahrhundert unterstützte der Militärgouverneur für Nordjapan (Chinjufu-Shōgun) Kitabatake Akiie (北畠 顕家; 1317–1338) Prinz Yoshinaga-shinnō und kämpfte mit ihm gegen die Ashikaga.

## Die Anlage

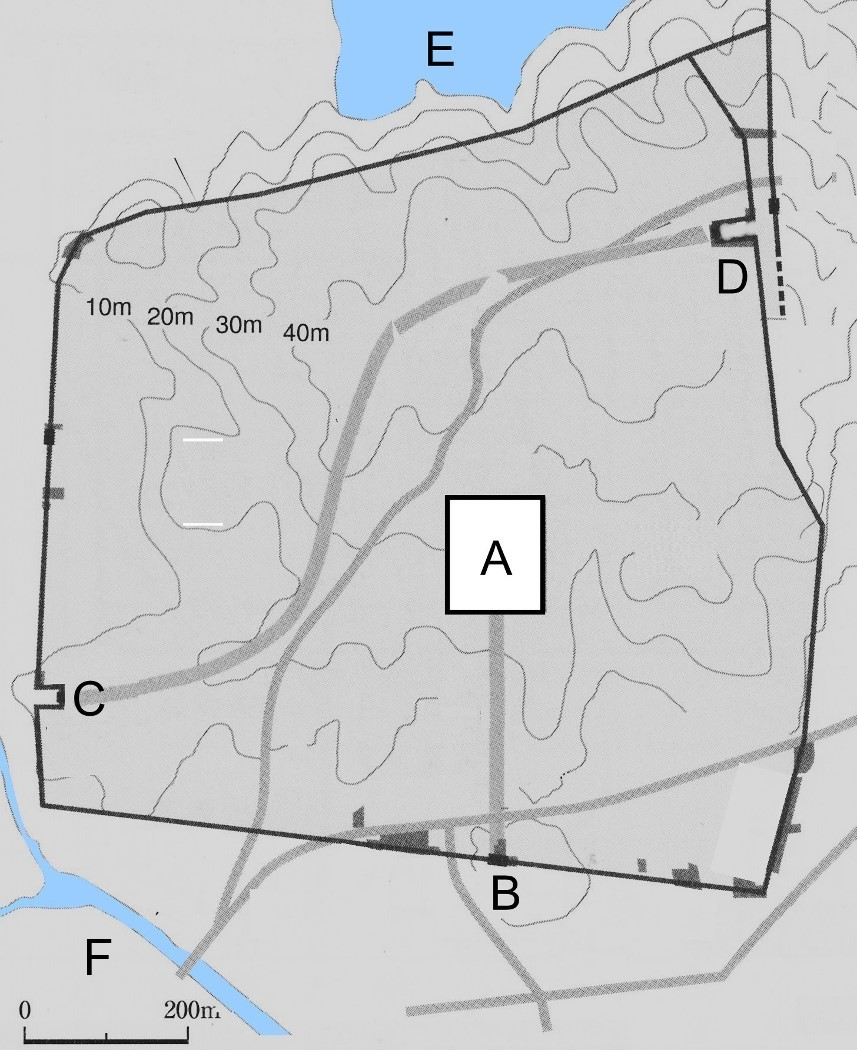
Plan der Burg (s. Text)

Die Burg Taga befand sich etwa 10 km nordöstlich von Sendai auf einer 52 m hohen Anhöhe über der Umgebung, die im Norden durch ein Sumpfgebiet (加瀬沼, Kasenuma; E) und im Südwesten durch das Flüsschen Sunaoshi (砂押川; F) geschützt war. Auf Grund von Ausgrabungen seit 1963 weiß man, dass die Außenbefestigung die Form eines unregelmäßigen Quadrates hatte mit einer Seitenlänge zwischen 600 und 900 m. Die Außenbefestigung bestand aus gedeckten Erdwällen, auf denen im Osten und Süden Palisaden errichtet worden waren. Im Nordosten konnte eine alte Außenbefestigung von einer jüngeren unterschieden werden. Es wurden drei Toranlagen festgestellt: das Haupttor im Süden (B), dazu eins im Westen (C) und eins im Osten (D). 
Vom Südtor führte eine gerade Straße direkt nach Norden zum inneren, durch Wälle geschützten Verwaltungsbereich (政府, Seifu; A), der als nahezu quadratisches Rechteck von 100 m angelegt war. Dieser in Nordsüdrichtung angelegte Bereiches hat sich im Laufe der Zeit mehrfach verändert. Es gab immer den Hauptzugang durch ein Südtor, dazu meist auch ein Nordtor. Die Mitte wurde von der Residenz des Gouverneurs (正殿, Seiden) eingenommen. – Insgesamt wurden bei Ausgrabungen auf dem Gesamtgelände fünf Gebäudegruppen festgestellt, die wohl verschiedenen Verwaltungszwecken dienten. Außerdem wurden ein Kilometer entfernt im Südosten Reste einer Tempelanlage mit Haupthalle, Pagode und Lehrhalle entdeckt.
1966 wurden die Reste der  Burg und des Tempels als „Besondere geschichtliche Spuren“ (特別史跡, Tokubetsu shiseki) klassifiziert.

## Tagajō-Stele

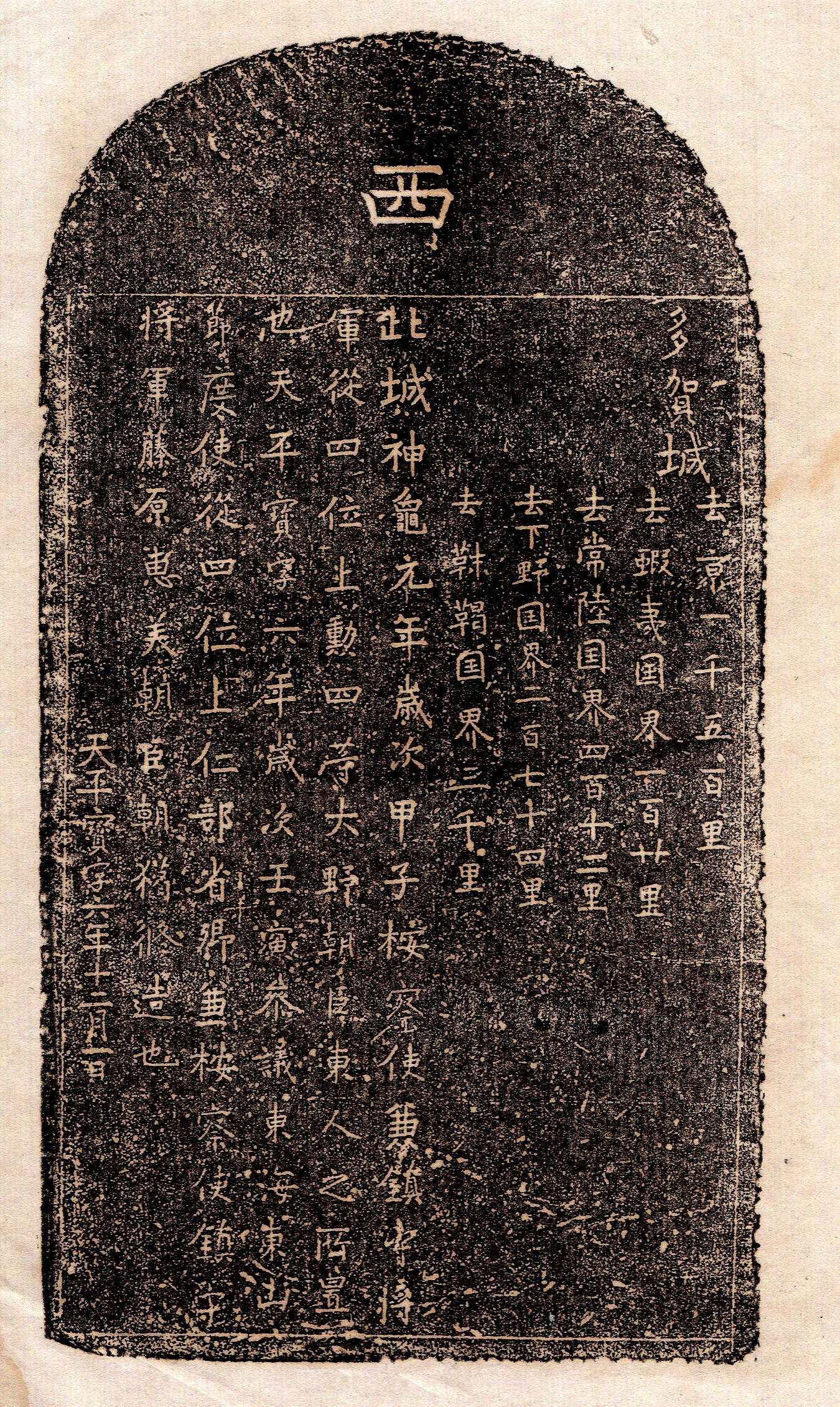
Tagajō-Stele (Textbereich)

Wenn man heute die Burg durch das Südtor betritt, so kommt man gleich an einer kleinen Halle mit quadratischem Grundriss vorbei. Im Inneren wird die 2 m hohe, aus Stein gefertigte Tagajō-Stele (多賀城碑, Tagajō-hi) aufbewahrt. Sie wurde Ende des 17. Jahrhunderts ausgegraben und gehört zu den „Drei alten Stelen Japans“ (日本三古碑, Nihon Sankobi).
Es bestand lange Zeit der Verdacht, es könne sich um eine Fälschung aus späterer Zeit handeln, zumal der Stein oben mit dem Zeichen für Westen (西) überschreiben ist, die darunter angeführten Entfernungsangaben aber nicht richtig dazu passend erschienen. Auch Angaben im Text zur Erbauung der Burg, zu Ausbesserungen und zu Personen erschienen fragwürdig. Neueren Untersuchungen stellten die Echtheit des Steins fest. Und so wurde er 1998 als Wichtiges Kulturgut Japans eingestuft.